# Club Deportivo La Tebaida
El Club La Tebaida es un equipo de fútbol profesional de la ciudad de Loja, Provincia de Loja, Ecuador. Fue fundado el 27 de septiembre de 1961. Su directiva está conformada por el Presidente, Vicepresidente, el Secretario, el Tesorero y el Coordinador; su presidente es el Sr. Paulo López. Se desempeña en el Segunda Categoría de Loja, también en la Segunda Categoría del Campeonato Ecuatoriano de Fútbol.
Está afiliado a la Asociación de Fútbol Profesional de Loja.

## Historia
El club comienza su andar en el fútbol en la década de los 60 más precisamente en el año 1961 donde el 27 de septiembre de ese año se crea el equipo con el nombre de "Club Deportivo La Tebaida" en la ciudad de Loja, la capital provincial. El equipo se mantuvo por años participando en el ascenso de esa época, en el año 1970 más precisamente se unió al fútbol de Segunda Categoría tras quedar campeón del fútbol amateur. Su nombre toma a uno de los tradicionales barrios de la ciudad.
La temporada de 1970 llegó a la final con el Club Gran Colombia al cual derrotó para conseguir el título, en los años 1977, 1982, 1983 también se coronó campeón mostrando un buen fútbol con jugadores destacados como Nilo Córdoba y Rodrigo Ambrossi. También participó en torneos con equipos de provincias vecinas como la de El Oro, específicamente en el cantón Santa Rosa.
En 1993 jugó la final del campeonato amateur contra otro tradicional equipo de esa época el Borussia, como resultado quedó subcampeón de dicho torneo, desde el año 1987 a 1997 el equipo participó en el torneo de Segunda Categoría Provincial, durante 10 temporadas seguidas fue parte activa de esta campeonato, luego hubo una época donde el club se mantuvo inactivo. Luego de 16 años el equipo tebaidense regresó al fútbol profesional.
En el año 2015 el equipo decide entrar nuevamente de manera oficial al fútbol profesional, para cumplir su sueño de participar en Segunda Categoría, para lo cual fue inscrito en la Asociación de Loja y posteriormente registrado en la Federación Ecuatoriana de Fútbol, junto con otros 2 equipos dieron vida al torneo de segunda 2015 provincial. Donde quedó en tercer lugar del torneo y no logró la clasificación a la etapa zonal, en ese campeonato no consiguió ni un punto.
Además la base del club está integrada por jugadores jóvenes de una edad entre 20 y 22 años, en la temporada 2016 con el comando técnico del exjugador brasileño de Liga Deportiva Universitaria de Loja Adriano Soares. Junto con la directiva el objetivo de la temporada siguiente al regreso fue quedar campeón y lo consiguieron tras una gran campaña.
En el torneo provincial de Segunda Categoría 2016 obtuvo un buen desempeño siempre manteniéndose siempre en los primeros puestos en el largo camino de llegar a la Primera B del país. El primer partido oficial dentro del torneo provincial fue el domingo 12 de junio de 2016 ante el Loja Fútbol Club, el encuentro de jugó en el Estadio Reina del Cisne de la ciudad de Loja con marcador final 4 : 0 favorable al equipo de La Tebaidita, victoria que animó al equipo tebaidense.
De manera increíble tras un buen rendimiento consiguió el pase a los Zonales de la Segunda Categoría 2016. Momento importante en la historia del club, es su primera clasificación para representar a la provincia de Loja en los Zonales de la Segunda Categoría 2016. En este año también consiguió el campeonato del torneo provincial, el primero en su palmarés.